# 1Lib1Ref

Logo de la Bibliothèque Wikipédia.

#1Lib1Ref (depuis l'anglais : « One Librarian, One Reference », en français : « Un bibliothécaire, une référence ») est une campagne de Wikipédia lancée pour la première fois en 2016 et incitant tous les bibliothécaires du monde à ajouter une référence manquante dans un article de leur choix, ceci afin de marquer le quinzième anniversaire de l'encyclopédie le 15 janvier 2016,,.
Il était estimé que si tous les bibliothécaires de la planète passaient quinze minutes pour ajouter une référence, cela suffirait pour nettoyer la liste des 350 000 passages dans divers articles comportant la mention « [citation needed] » (« [référence nécessaire] » en français ) de la Wikipédia anglophone[source secondaire nécessaire]. Le hashtag utilisé dans les résumés des modifications, afin de suivre le travail accompli, était « #1Lib1Ref ».

## Historique
La première édition de #1Lib1Ref a lieu du 15 au 23 janvier 2016,. Finalement, 1 232 modifications utilisant ce hashtag ont été effectuées sur 879 articles, par 327 utilisateurs dans 9 langues différentes. Ce total est estimé comme étant 50 % en dessous du travail réel accompli, en prenant en compte les ajouts de références faits par des bibliothécaires sans le hashtag durant cette période. Durant le même laps de temps, le hashtag a été utilisé 1 100 fois sur Twitter par 630 personnes différentes[source secondaire nécessaire].

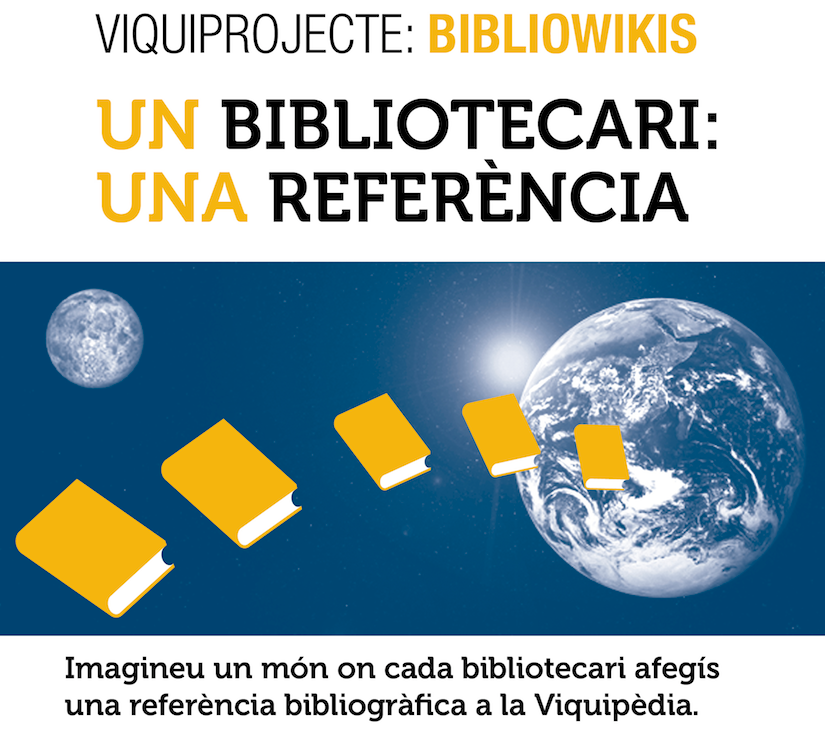
L'image de la campagne 2017 pour les bibliothécaires catalans.

La deuxième édition a lieu du 15 janvier au 3 février 2017.
La troisième édition a lieu du 15 janvier au 3 février 2018 et pour la première fois, une seconde session du 15 mai au 5 juin a été organisée.
La quatrième édition a lieu du 15 janvier au 5 février 2019, puis du 15 mai au 5 juin 2019.
La cinquième édition a lieu du 15 janvier au 5 février 2020,,,, puis du 15 mai au 5 juin 2020.
La sixième édition a lieu du 15 janvier 2021 au 5 février 2021, puis du 15 mai 2021 au 5 juin 2021,.
La septième édition a lieu du 15 janvier 2022 au 5 février 2022, puis du 15 mai 2022 au 5 juin 2022.
La huitième édition a lieu du 15 janvier 2023 au 5 février 2023 et du 15 mai 2023 au 5 juin 2023,.
La neuvième édition a lieu du 15 janvier 2024 au 5 février 2024 et du 15 mai 2024 au 5 juin 2024.
La dixième édition a lieu du 15 janvier 2025 au 5 février 2025 et du 15 mai 2025 au 5 juin 2025.